# Muro (Puerto del Son)
Muro (llamada oficialmente San Pedro de Muro) es una parroquia española del municipio de Puerto del Son, en la provincia de La Coruña, Galicia.

## Entidades de población
Entidades de población que forman parte de la parroquia:
- Alboreda
- Basoñas
- Campo de Patas (O Campo de Patas)
- Carballosa
- Cimadevila
- Fuente Espinosa (Fonte Espiñosa)
- La Iglesia (A Igrexa)
- Lapido (O Lapido)
- Novás (Santa Clara de Novás)
- Rial
- Seráns

No aparecen en el INE, pero sí en el noménclator:
- A Canteira
- A Pedreira
- As Barreiras
- Espiñeirido
- O Arrús
- O Canido
- O Ribeiro
- Os Anovados
- Prado de Cima

## Demografía
| Gráfica de evolución demográfica de Muro entre 2000 y 2019 |
|                                                            |
| Datos según el nomenclátor publicado por el INE.           |